# Gustav Zeuner

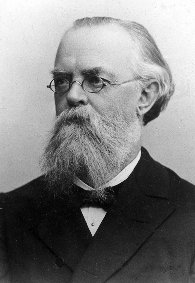
Gustav Zeuner

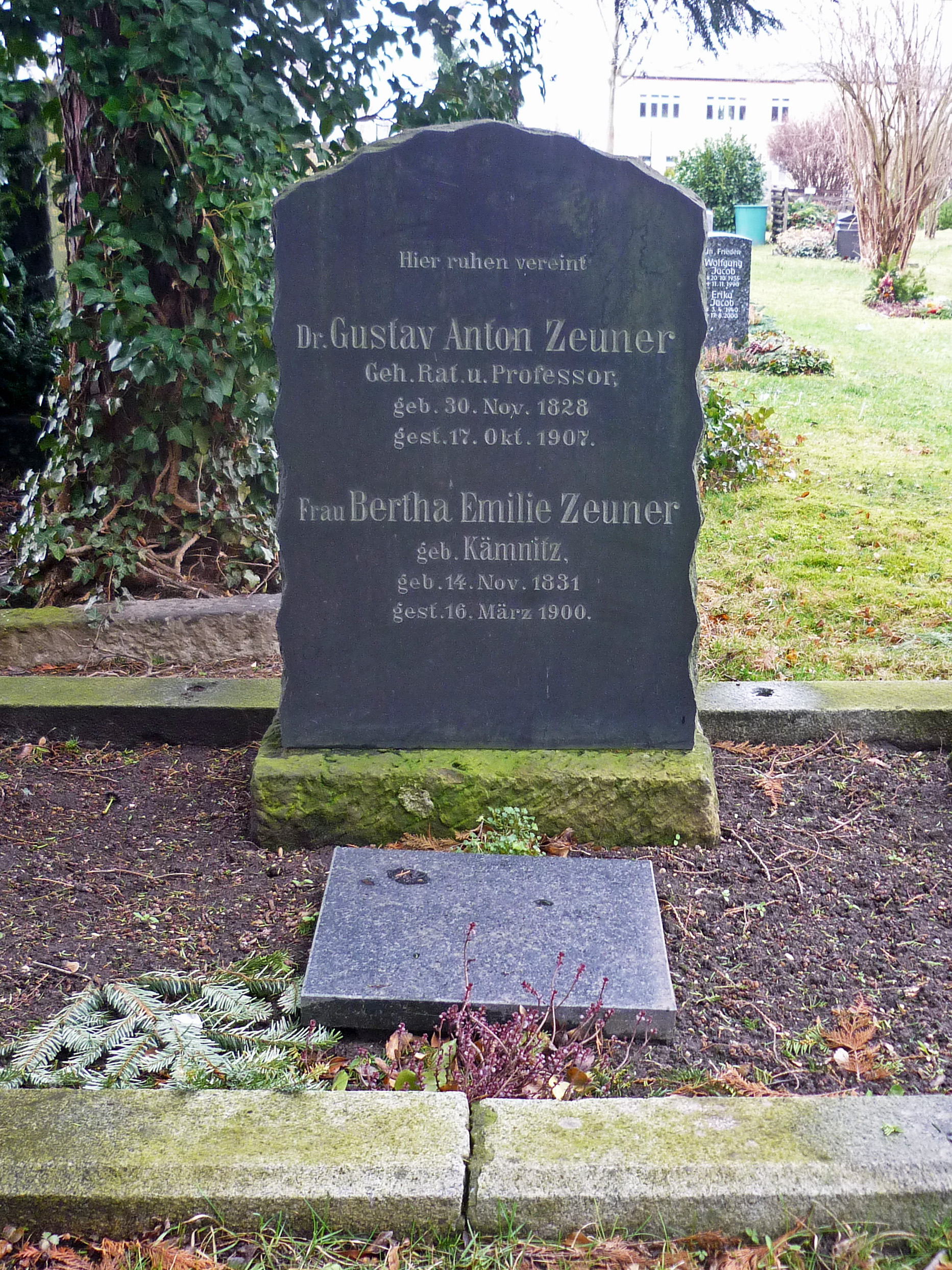
Gustav Zeuners Grab auf dem Alten Annenfriedhof

Gustav Anton Zeuner (* 30. November 1828 in Chemnitz; † 17. Oktober 1907 in Dresden) war ein deutscher Ingenieur.

## Leben
Gustav Zeuner wurde im Jahr 1828 als Sohn eines Tischlers geboren. Nach einer Tischlerlehre in der Werkstatt seines Vaters nahm er im Jahr 1845 ein Studium an der Chemnitzer Gewerbeschule auf.
Von 1848 bis 1851 studierte er an der Bergakademie Freiberg Mechanik und Bergmaschinenlehre, wo er 1848 Mitgründer der Burschenschaft Alemannia Freiberg war. Anschließend reiste er nach Paris, wo er die Gelehrten Jean Victor Poncelet und Henri Victor Regnault kennenlernte. Nach seiner Rückkehr gründete er unter anderem mit seinem Freiberger Lehrer Prof. Julius Weisbach die Zeitschrift Civilingenieur, deren Hauptredakteur er im Jahr 1853 wurde.
Im Jahr 1853 promovierte Zeuner in Leipzig über das Foucaultsche Pendel, mit dem er sich während seines Aufenthaltes in Paris eingehend befasst hatte.
Im Jahr 1855 übernahm Zeuner die Professur für Mechanik und theoretische Maschinenlehre am Eidgenössischen Polytechnikum Zürich. Unter den Doktoranden, die er fortan betreute, waren Conrad Röntgen und Carl von Linde. Zu seinen namhaften Schülern sind auch Leonidas Lewicki, Trajan Rittershaus und Moritz Schröder zu zählen. Im Jahr 1859 wurde er stellvertretender Direktor und 1865 Direktor des Polytechnikums. Von diesem Posten trat er jedoch nach drei Jahren zurück, um mehr Zeit für seine wissenschaftliche Arbeit zu haben. Zahlreiche Veröffentlichungen entstanden in dieser Zeit.
Als Julius Weisbach 1871 starb, ging Gustav Zeuner zurück nach Freiberg, um an der Bergakademie die Professur für Mechanik und Bergmaschinenlehre zu übernehmen. Gleichzeitig wirkte er bis 1873 als Direktor der Bergakademie. Danach ging er als Nachfolger von Julius Ambrosius Hülße nach Dresden, wo er das Polytechnikum zur Technischen Hochschule ausbaute.
Gustav Zeuner starb im Jahr 1907 in Dresden, sein Grab befindet sich auf dem Alten Annenfriedhof in der Dresdner Südvorstadt. Dort erinnert zudem die Gedenkstätte für Professoren der Technischen Hochschule Dresden auf dem Alten Annenfriedhof an ihn.

## Veröffentlichungen (Auswahl)
- Die Schiebersteuerungen (1858)
- Grundzüge der mechanischen Wärmetheorie (1860)
- Über das Wanken der Locomotiven (1861)
- Das Locomotiven-Blasrohr (1863)
- Abhandlungen zur mathematischen Statistik (1869)
- Zur mathematischen Statistik (1886)
- Technische Thermodynamik (1887)
- Vorlesungen über Theorie der Turbinen (1899)

## Würdigungen

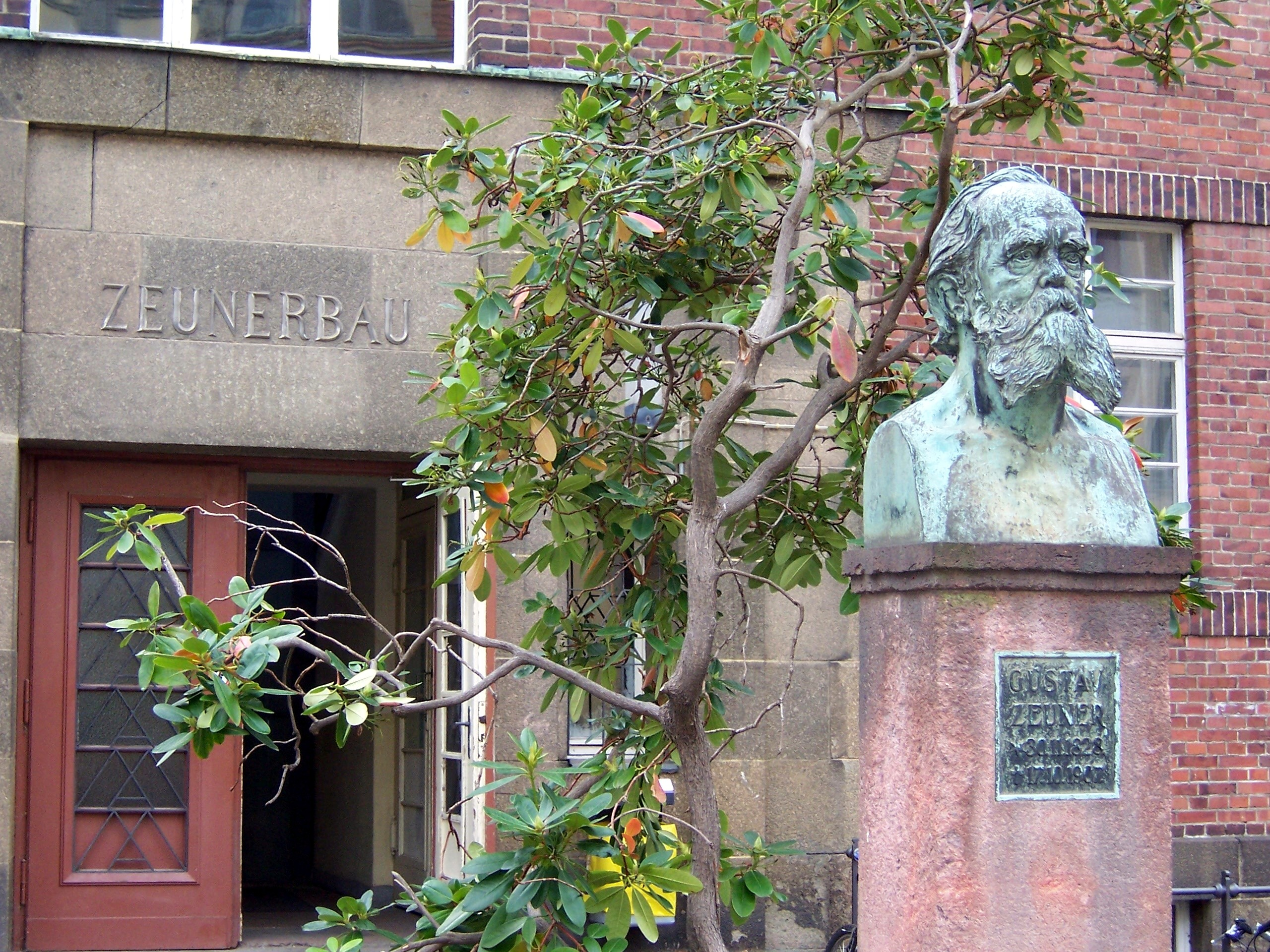
Stele mit Gustav Zeuners Büste vor dem nach ihm benannten Zeuner-Bau der TU Dresden.

1862 ernannte der Verein Deutscher Ingenieure (VDI) Gustav Zeuner zum korrespondierenden Mitglied. 1872 folgte die Ehrenmitgliedschaft. Ebenfalls 1872 wurde das von Albin Weisbach neu entdeckte Mineral Zeunerit nach ihm benannt. 1878 wurde Gustav Zeuner zum Mitglied der Leopoldina gewählt. Seit 1885 war er ordentliches Mitglied der Königlich Sächsischen Gesellschaft der Wissenschaften. 1895 wurde er mit der Grashof-Denkmünze des VDI ausgezeichnet. 1901 wurde er als korrespondierendes Mitglied in die Académie des sciences aufgenommen. 1902 wurde er an der Technischen Hochschule Dresden ehrenpromoviert.
In Dresden wurde das im Jahr 1930 erweiterte Hauptgebäude der Mechanischen Abteilung nach ihm benannt, der heutige Zeuner-Bau der TU Dresden. Zudem ist er der Namensgeber der Zeunerstraßen im Dresdner Stadtteil Räcknitz sowie im Zürcher Quartier Wipkingen, auf dem Freiberger Universitätscampus und des Beruflichen Schulzentrums für Technik in Dresden.
Der Kettendampfer Gustav Zeuner (1894) wurde nach ihm benannt. Das Schiff wurde in Magdeburg zum Museumsschiff restauriert.